# 核の冬

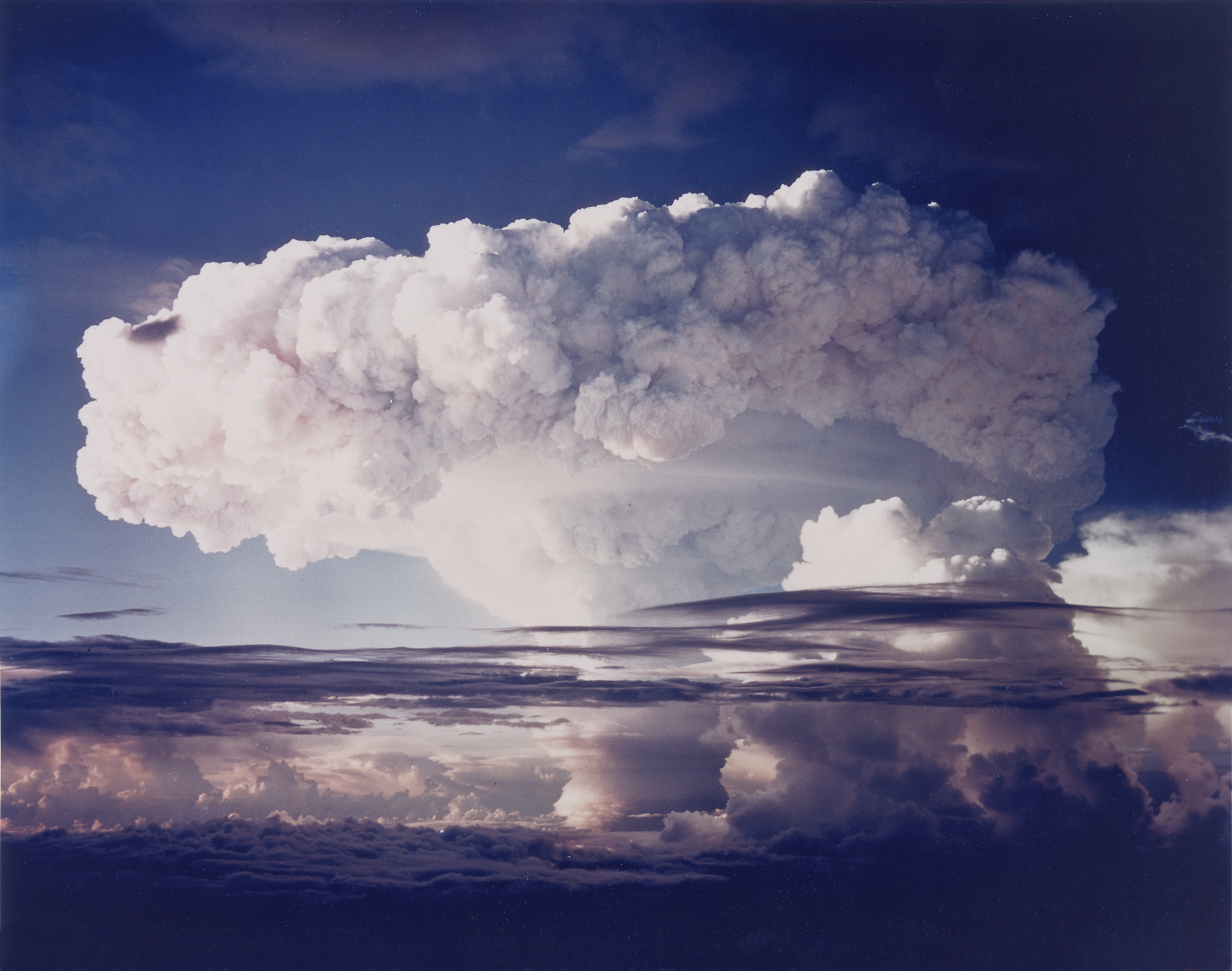
核実験によって発生した巨大なキノコ雲（アイビー作戦）

核の冬（、英: nuclear winter）は、大気学者のリチャード・ターコや宇宙物理学者カール・セーガンらにより1983年に提唱された理論で、「核戦争によって地球上に大規模な環境変動が起きて人為的に氷期が発生する」というもの。

## 概要

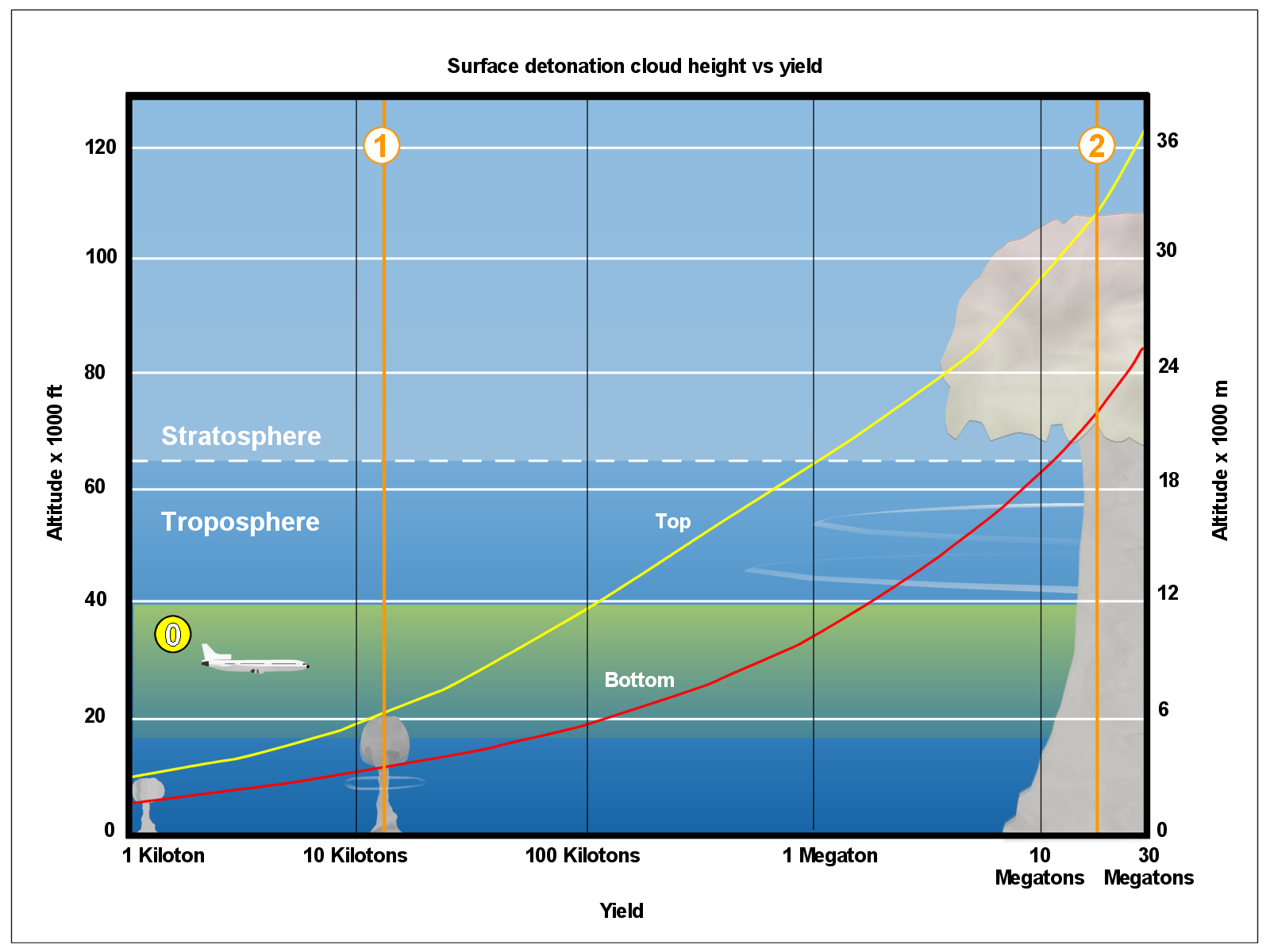
核兵器の威力ごとの雲の大きさ

この現象は、核兵器の使用に伴う爆発そのものや、広範囲の延焼（火災）によって巻き上げられた灰や煙などの浮遊する微粒子（数時間から数年にわたって大気中を浮遊する）によって日光が遮られた結果、発生するとされる。ほとんどの研究のシミュレーションでは爆発が核兵器によるものであるか否かは考慮されていないので、正確には「核の冬」ではなく「地球規模同時火災による寒冷化現象」である。
最初に提唱された当時は、太陽光が大気透明度の低下で極端に遮断されることから、海洋植物プランクトンを含む植物が光合成を行えずに枯れ、それを食糧とする動物が飢えて死に、また気温も急激に下がることが予想されるなど、人間が生存できないほどの地球環境の悪化を招くとされていた。しかし、後の様々な研究やシミュレーションにより当初の過大性が指摘されて、提唱者本人も誤りを認めている。現在では、爆弾の数が100個程度の場合、数ヶ月から数年程度、1ー3℃程度の地域的な寒冷化と見積もる研究が多い。
しかし、放射能を帯びた死の灰が降り注ぐことによる催畸性の問題、大規模核戦争への恐怖心や核廃絶というイデオロギーもあり、核兵器の危険性を説明するうえで、たびたび過大に見積もられた最初のシミュレーションが検証なく引用されている。

### 火山の冬
21世紀現在までに核戦争は実際に発生していないが、考古学・地質学による地球各地の化石・地質調査や生物学による人類や他の動植物のDNA解析によって、過去において大規模な火山噴火に伴う「火山の冬」が何度も発生している事が確認されている。
例えば、トバ・カタストロフ理論によれば、7万 - 7万5000年前にインドネシアのスマトラ島にあるトバ火山が大噴火を起こして気候の寒冷化を引き起こし、当時の人類の人口が1万人にまで減少したとされる。
また有史以降、1816年の「夏のない年」として知られる事例では、1815年にインドネシア中南部、スンバワ島に位置するタンボラ山で発生した過去1600年間で最大規模の噴火の影響でヨーロッパやアジア（中国、日本）に影響を及ぼした記録がある。
他にも、メキシコのエルチチョンが1982年に、フィリピンのピナトゥボ山が1991年に噴火した事例が知られる。
空中の塵による日光遮蔽とそれに伴う危機というほぼ同様の事態として、約6600万年前にメキシコのユカタン半島付近に直径約10kmの巨大隕石（チクシュルーブ衝突体）が落下したことが知られている。この隕石落下が、地球上の全生物の大量絶滅の引き金になったと推定されている「K-Pg境界説（約6500万年前の恐竜をはじめとした大量絶滅シナリオ）」が挙げられる（隕石の冬）。しかし、この隕石によってもたらされた爆発の威力はTNT火薬換算で1億メガトンと推定されており、地球上に存在する全核兵器による爆発エネルギー（TNT火薬換算で30億トン）のおおよそ3万倍である。

## 理論

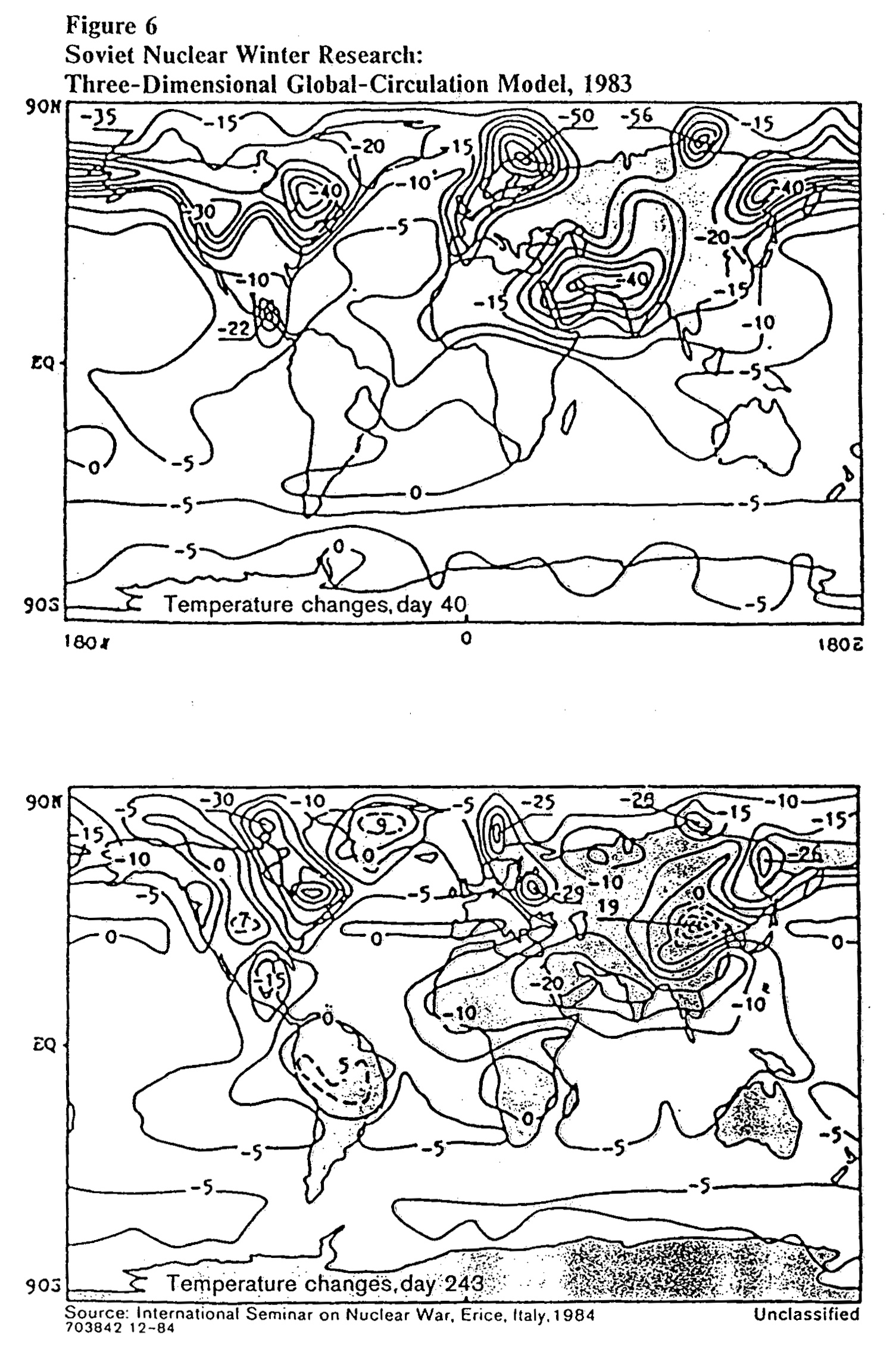
核の冬による気候変動のシミュレーション（1984年）。上段が40日後、下段が243日後。全地球規模で大きな気温低下が想定されている。

この現象は、大気学者のリチャード・ターコ博士や宇宙物理学者のカール・セーガン博士らの論文において、共著者の頭文字（Turco・Toon・Ackerman・Pollack・Sagan）を取り、TTAPS理論（TTAPS研究とも）と名付けられたレポート（1983年発表）の中で提唱された。
理論では全面核戦争が引き起こされた場合、世界各地で熱核爆発によって発生した大規模火災を経て数百万トン規模のエアロゾル（浮遊粉塵）が大気中に放出され、これが太陽光線を遮ることにより、数か月に渡って暗雲が地球規模で垂れ込める。その間に植物の死滅・気候の急激な変化が起き、地球全域に渡る生物層（生態系）の壊滅的な破壊）や文明の崩壊を予測している。

## 被害予測・実際の現象
さまざまな可能性があり、核使用の規模や状況によっては大規模な核戦争でも何も起こらない可能性から、逆に悪条件が重なり限定使用でも数十年影響を与える可能性がある。
理論的予測では、核戦争の規模によるが、核爆発による浮遊微粒子は、大規模な都市火災によって発生する上昇気流に乗って成層圏にまで到達し、ジェット気流によって世界規模に拡散する。
例えばヨーロッパで限定核戦争が勃発しても、その被害は日本を含むアジアや米国を巻き込むとされ、まして同理論が提唱された冷戦末期の中で米国・ソビエト連邦が核兵器で攻撃しあう事態となれば、間違いなく地球規模の環境破壊が起こると考えられた。
21世紀現在、核兵器が飛び交うような戦争は幸いにして起きていないため、この理論が真実かどうかはコンピュータシミュレーション上の予測値を見るしかない。ラトガース大学のアラン・ロボック教授のシミュレーション（2019年）では、インドとパキスタンの2国が核戦争に突入しただけでも、地表温度が2 - 5度は低下するなどの異常気象が最大10年は続き、世界的な食糧危機が訪れるという。また、米ロ間の全面核戦争シナリオにおいては1年後のピーク時の日射量は平年の4割程度まで減少し、平年への回復には約10年要し、その結果、全球平均で2度以上の低下が9年間続き、低下がピークとなる2〜4年後には約9度もの低下し、その結果、3億6000万人の直接被爆死に加え、50億人以上が餓死すると予測されている。
あらゆる不測の可能性が起こりうる核兵器の使用は様々な方面から強く警戒されている。特に2022年のロシアによるウクライナ侵攻以来、ロシアが度々核戦争を仄めかすなどして、冷戦期以来の危機の中にある。

## 政治的影響
1985年、ジュネーヴでの最初のサミットの後に米ソ両首脳ミハイル・ゴルバチョフとロナルド・レーガンはこう述べた。
核戦争に勝者はなく、また核戦争は決して戦われてはならないことにつき意見の一致をみた。
双方は、ソ連と米国との間のいかなる紛争も破滅的な結果をもたらし得ることを認識しつつ、
核戦争又は通常戦争の如何を問わず、両国間のいかなる戦争をも防止することの重要性を強調した。
—ミハイル・ゴルバチョフ、ロナルド・レーガン、米・ソ首脳会談共同発表（仮訳）. 日本国外務省. 21 November 1985. 2021年11月29日閲覧。

## 懐疑論とソ連によるプロパガンダ疑惑
理論上では湾岸戦争時の大規模油田火災でも、地球規模の気温低下が観測されなければならないが、当時の多くの学者の予想に反して気温は全く下がらなかった。
1984年のアメリカ省庁の会合報告書によると、核の冬仮説は科学的に説得力がないとしている。そればかりかソ連がこの問題を取り上げるようになったのは、単に西側の核戦略を妨害することが目的であることを示唆した。1985年10月7日、タイム誌は、アメリカとヨーロッパの反核団体を支援する目的で、ソ連が西側の核の冬理論の研究者に接触した疑惑についてスクープしている。

## 核の冬を扱った作品
- 『NHK特集』「世界の科学者は予見する・核戦争後の地球(2)－地球凍結」（テレビ放送：1984年、ディレクター：相田洋）
- 『ザ・デイ・アフター』（ABCネットワークで放送されたアメリカのテレビ映画：1983年）
- 『SF核戦争後の未来・スレッズ』（BBCで放送されたイギリスのテレビ映画：1984年）
- 『マトリックスシリーズ』（アメリカのSF映画シリーズ、映画の史実では人類がロボットとの最終戦争を有利にするため、自ら核の冬を引き起こしロボットの電力源、太陽光を遮った）